# Zdeněk Smištík
Zdeněk Smištík (* 22. března 1952) je bývalý český fotbalový útočník. Po skončení aktivní kariéry působil jako trenér.

## Fotbalová kariéra
Začínal v Lokomotivě Veselí nad Moravou. V československé lize nastoupil za Spartu Praha v 11 utkáních a dal 3 góly. V nižších soutěžích hrál mj. za VTŽ Chomutov a TJ Kolín.

## Ligová bilance
| Ročník                                   | Zápasy | Góly | Minuty | Klub         |
| ---------------------------------------- | ------ | ---- | ------ | ------------ |
| 1. československá fotbalová liga 1974/75 | 11     | 3    | 794    | Sparta Praha |
| Česká národní fotbalová liga 1978/79     | –      | –    | –      | TJ Kolín     |
| CELKEM 1. liga                           | 11     | 3    | 794    |              |